# Đa tình kiếm khách, vô tình kiếm (phim 1977)
Đa tình kiếm khách, vô tình kiếm (Tiếng AnhːThe Sentimental Swordsman; phồn thể: 多情劍客無情劍; giản thể: 多情剑客无情剑; Bính âm: Duōqíng Jiànkè Wúqíng Jiàn) là bộ phim điện ảnh võ hiệp được đạo diễn và biên kịch bởi đạo diễn Sở Nguyên, do hãng phim Thiệu thị huynh đệ sản xuất. Phim có sự tham gia với dàn diễn viên nổi tiếng bao gồmː Địch Long, Nhĩ Đông Thăng, Tỉnh Lợi, Dư An An,Nhạc Hoa, Phàn Mai Sanh và Cốc Phong. Phim được chuyển thể dựa vào truyện Đa tình kiếm khách, vô tình kiếm nằm trong bộ tiểu thuyết võ hiệp nổi tiếng Tiểu lý phi đao của nhà văn Cổ Long.
Đây là 1 trong những phim đạt doanh thu cao nhất trong lịch sử của Hãng phim danh tiếng Thiệu thị huynh đệ, phần tiếp theo của nó là Ma kiếm hiệp tình (Tiểu lý phi đao tái xuất giang hồ), được ra mắt khán giả vào năm 1981. Một phim tiếp theo có tựa đề tương tự là, Mối hiểm nguy của kiếm khách đa tình, được phát hành vào năm 1982. Tuy nhiên nó không liên quan gì đến nhân vật chính Tiểu Lý Phi Đao, mà lại được phóng tác từ bộ tiểu thuyết võ hiệp khác là Lục Tiểu Phụng (cũng của Cổ Long).
Nhân vật Lý Tầm Hoan (Tiểu Lý Phi Đao) do siêu sao võ thuật huyền thoại Địch Long thủ vai.

## Nội dung chính
Vì bản tính cố chấp, mà Kiếm khách danh tiếng Lý Tầm Hoan đã mất đi tất cả những người yêu thương chàng. Sau khi chàng được 1 kiếm khách đối thủ cứu mạng, vì sĩ diện mà chàng phải nhường lại người con gái mà mình yêu thương và để nàng ấy kết hôn với ân nhân của chàng. Sau 10 năm ẩn cư ở vùng quan ngoại, Lý Tầm Hoan cùng với người hầu cận của mình quay về Trung Nguyên. Giờ đây chỉ có rượu là thú vui duy nhất của chàng, và chàng chấp nhận cuộc sống giản dị đó. Trên chuyến trở về Trung Nguyên đó, chàng kiếm khách cô đơn đã kết bạn với một kiếm khách siêu quần và đầy bí ẩn tên A Phi. Sau đó, Lý Tầm Hoan vô tình bị lôi kéo vào cuộc chiến để giành được 'Kim Ty Giáp' — 1 chiếc áo giáp có thể chống lại bất cứ chiêu thức võ công nào.
Khi chàng phát hiện ra nhiều người chàng từng gặp có bí mật che giấu, thì Lý Tầm Hoan mới nhận thấy rằng chỉ có A Phi mới là người duy nhất chàng có thể tin tưởng thực sự. Tình bằng hữu mới phải trải qua cuộc thử thách khi 'chàng kiếm khách đa tình' bị vô số tên sát thủ săn đuổi và bị nghi oan là người đã gây ra hàng loạt vụ giết người, cướp của mà chàng không hề làm. Những người đứng bên ngoài rắc rối của Lý thì thấy khó hiểu, mặc dù tất cả manh mối đều chỉ ra chàng chính là truyền thuyết 'Mai hoa đạo', 1 kẻ mà cả võ lâm đều căm ghét.
Lý Tầm Hoan bị bắt và bị dẫn lên Thiếu Lâm Tự. Tại đây, với bản lĩnh tuyệt luân và trí thông minh của mình, Lý Tầm Hoan đã tự minh oan được cho mình, đồng thời giúp Thiếu Lâm Tự tìm ra nội gián.

## Diễn viên và vai diễn
| - Địch Long vai Tiểu Lý Phi Đao (Lý Tầm Hoan) - Tỉnh Lợi vai Lâm Tiên Nhi - Nhĩ Đông Thăng vai A Phi - Nhạc Hoa vai Long Tiêu Vân - Dư An An vai Lâm Thi Âm - Phàn Mai Sanh vai Thiết Truyền Giáp - Cốc Phong vai Triệu Chính Nghĩa - Từ Thiếu Cường vai Thiết Địch - Ngải Phi vai Điền Thất - Nguyên Hoa vai Du Long Sinh - Cố Văn Tông vai Công Tôn - Tỉnh Miểu vai Phương Trượng Thiếu Lâm - Dương Chí Khanh vai Tâm Mi đại sư - Cố Quán Trung vai Tâm Giám đại sư - Chim Sâm vai Tâm Thụ đại sư - Vương Sa vai Mai Nhị - Thẩm Lao vai Hoa Phong - Lý Thọ Kỳ vai Chư Cát Lôi - Phùng Khắc An vai Bạch Xà - Từ Trung Tín vai Hắc Xà - Sơn Quái vai tay sai của Hắc Xà - Nguyên Nhật Sơ vai tay sai của Hắc Xà - Nguyên Chấn Dương vai tay sai của Hắc Xà - Hoàng Chí Cường vai tay sai của Hắc Xà - Trần Quốc Quyền vai tay sai của Hắc Xà - Lưu Tuấn Huy vai tay sai của Hắc Xà/người của Long Tiêu Vân - Khương Nam vai Ngũ độc đồng tử mang kim băng - Phùng Kính Văn vai người của Ngũ độc đồng tử có búi tóc | - Trương Tác Châu vai người của Ngũ độc đồng tử bán bánh bao - Lữ Hồng vai người của Ngũ độc đồng tử ăn mì - Lô Tuệ vai người của Ngũ độc đồng tử - Hoàng Chí Minh vai người của Ngũ độc đồng tử - Từ Phát vai người của Ngũ độc đồng tử - Vương Hám Trần vai Wang Chen - Lâm Chánh Anh vai người của Long Tiêu Vân - Thích Nghị Hùng vai người của Long Tiêu Vân - Lô Vỹ vai Thân Lão Tam - Nguyên Bân vai Đệ tử thiếu lâm - Trần Địch Khắc vai Đệ tử thiếu lâm - La Cường vai Đệ tử thiếu lâm - Đỗ Vĩnh Lượng vai Hòa Thượng Thiếu Lâm - Đinh Đông vai người hộ tống Lý Tầm Hoan đến Thiếu Lâm - Tây Qua Bào vai đầu bếp - Tằng Sở Lâm vai tiểu nhị - Hoàng Công Vũ vai tiểu nhị - Phùng Minh vai khách của tửu lầu - Trương Thạch Am vai khách của tửu lầu - Ngũ Nguyên Huân - Lưu Tuệ Mẫn - Lâm Tài - Giang Toàn |

## Liên kết bên ngoài
- Đa tình kiếm khách, vô tình kiếm trên Internet Movie Database
- Hkmdb title tại Hong Kong Movie DataBase